# NGC 7746
NGC 7746 ist eine Linsenförmige Galaxie vom Hubble-Typ S0 im Sternbild Fische auf der Ekliptik. Sie ist schätzungsweise 312 Millionen Lichtjahre von der Milchstraße entfernt und hat einen Durchmesser von etwa 130.000 Lichtjahren.

Im selben Himmelsareal befinden sich die Galaxien IC 5351, IC 5352, IC 5356, IC 5357.
Das Objekt wurde am 7. September 1886 von Lewis Swift entdeckt.